# شیروی، چیبا
شیروی، چیبا از شهرهای Chiba Prefecture Japan است که جمعیت آن در January 1 ۲۰۰۸۵۷٬۱۵۱نفر بوده‌است.